# Ataraxia (Band)
Ataraxia ist eine neoklassische Dark-Wave-Band, die im November 1985 in Modena, Italien, gegründet wurde.

## Geschichte
Im Jahr 1990 nahm die Band ihr erstes Demo Prophetia in Eigenproduktion auf. Die Gründungsmitglieder waren alle noch Oberschüler. Keyboarder Giovanni Pagliari arbeitete in London und stieß erst für die Demoaufnahme dazu. Nach einigen weiteren Liedern begannen die Musiker, zusammen aufzutreten. Der Bandname bezieht sich auf Ataraxie, eine Art Ideal der Seelenruhe in der epikureischen Philosophie. Die Mitglieder blieben lange unverändert, 2003 stieß als Perkussionist Riccardo Spaggiari zu ihnen. Bis heute hat die Band über 20 Alben in Eigenproduktion und bei Indie-Labels veröffentlicht.

## Stil
Ataraxia begann mit Post-Punk- und Dark-Wave-Klängen und beschäftigte sich gleichzeitig viel mit Alter Musik. Über elegisch-sakralen Wave entwickelte sich der Stil hin zu Neofolk. Die Band kombiniert mittelalterliche Messgesänge und Gothic-Einflüsse und greift auf französischen Minnegesang zurück. Die Texte sind mehrsprachig. Die Band reiht sich in den Pagan-Folk und Ethno-Gothic ein und sieht sich selbst als eine spirituelle Fortführung alter griechischer, römischer und keltischer Kulturen mit einer starken  Bindung zur Natur.

## Diskografie
- Simphonia sine nomine (1994, Apollyon)
- Ad perpetuam rei memoriam (1994, Apollyon)
- La malédiction d’Ondine (1995, Energeia)
- The Moon Sang on the April Chair (1995, Apollyon)
- In amoris mortisque (1995, Apollyon, 10")
- Il fantasma dell’opera (1996, Avantgarde)
- Concerto no. 6: A Baroque Plaisanterie (1996, Apollyon)
- Historiae (1998, Cold Meat Industry)
- Orlando (1998, Prikosnovénie, Maxi-CD)
- Os cavaleiros do templo – Live in Portugal (1998, Symbiose, Live-Video und CD)
- Lost Atlantis (1999, Cold Meat Industry)
- Sueños (2001, Cold Meat Industry)
- Mon seul désir (2002, Cold Meat Industry)
- Des paroles blanches (2003, Arkadyss, Download-Single)
- Saphir (2004, Cold Meat Industry)
- Odos eis Ouranon (2005, Equilibrium Music)
- Arcana Eco (2005, Ark Records, Buch und CD)
- Paris Spleen mit Madame Bistouri and Circuz KumP (2006, Cold Meat Industry)
- Kremasta nera (2007, Ark Records)
- Llyr (2010, Prikosnovénie)
- Spasms (2013, CD Infinite Fog)
- Wind at Mount Elo (2014, Ark Records)
- Ena (2015)
- Deep Blue Firmament (2016)
- Synchronicity Embraced (2018)

### Zusammenstellungen
- A Calliope… Collection (2001, Future Insights)
- Sous le blanc rosier (2007, Shadowplay, Best of)
- Oil on Canvas (2009, CD und Buch)
- Oil on Canvas II (2015, Best of)

## Belege
1. 1 2  Guiggiani Maila: ATARAXIA: tra musica e… magia! Brainstorming Magazine, 17. Oktober 2016, abgerufen am 15. November 2016 (italienisch).
2. 1 2  Andreas Diesel, Dieter Gerten: Looking for Europe: Neofolk und Hintergründe. 2. Auflage. Index Verlag, 2007, ISBN 978-3-936878-02-8, Ataraxia, S. 290–297.
3. 1 2  Jason Pitzl-Waters: The Darker Shade of Pagan: The Emergence of Goth. In: Donna Weston, Andy Bennett (Hrsg.): Pop Pagans. Paganism and Popular Music. Routledge, 2014, ISBN 978-1-84465-646-2, S. 83 f.
4. ↑  Andreas Ohle: Ataraxia. In: Dark Heart Magazin. Abgerufen am 15. November 2016 (englisch).
5. ↑  Tom Schulte: Ataraxia: Sueños. In: Allmusic. Abgerufen am 15. November 2016 (englisch).